# ジョージ・ダンカン・ビーチー

ジョージ・ダンカン・ビーチー作、「フレデリック・ウィリアム・ビーチーの肖像画」(c.1822)、Royal Museums Greenwich蔵

ジョージ・ダンカン・ビーチー（George Duncan Beechey、1798年10月20日 - 1852年12月6日）は、イギリスの画家である。有名な肖像画家ウィリアム・ビーチーの息子で、おもに肖像画を描き、エジプトやインドでも働いた。

## 略歴
ロンドンで生まれた。父親のウィリアム・ビーチー（1753-1839）は王室のメンバーや有名な人物の肖像画を描いたことで知られた画家でジョージ・ダンカン・ビーチーが生まれた年にナイトに叙せられた。母親のアン（Anne Beechey:1764-1833）も肖像画家であった。母親は後妻で異母兄に画家、考古学研究家でエジプトなどの学術探検に参加したヘンリー・ウィリアム・ビーチー（1788/89-1862）がいる。多くの探検航海を指揮した海軍軍人で博物学者のフレデリック・ウィリアム・ビーチー(1796-1856)は兄で、弟のリチャード・ブリジーズ・ビーチー（Richard Brydges Beechey (1808-1895) は画家・海軍提督になった。
父親の宮廷での名声は、ジョージ・ダンカン・ビーチーに王室のメンバーや、有力者からの肖像画の注文が受けられた。1817年から1834年の間に、ロイヤル・アカデミー・オブ・アーツの展覧会に数回作品が展示された。
1821年から1822年にかけて、エジプトを旅して作品を描き、1830年代にはインドに旅し、北インドのアワド藩王国の最後のナワーブ（太守）、ムハンマド・アリー・シャー（1777-1842）の宮廷で働いた。ムハンマド・アリー・シャーが亡くなった後もインドにとどまり、アワド藩王国の都であったラクナウで1852年に54歳で亡くなった。
ジョージ・ダンカン・ビーチーの作品は1857年に起きたインド大反乱でラクナウが戦場となったことで失われあまり残されていない。